# Henrik Knudsen (født 1964)
 Der er flere personer med dette navn, se Henrik Knudsen.
Henrik Knudsen (født 18. maj 1964 i Odense) er ejer af Memphis Mansion i Randers, og formand for Elvis Presley-fanklubben The Official Elvis Presley Fan Club of Denmark.
Han er æresborger i Tupelo, Mississippi, og Memphis. I 2011 blev han kåret som årets borger i Randers Kommune.

## Elvis
Henrik Knudsen har siden 1990 ernæret sig som "Elvis-købmand" og har drevet en omfattende handel med Elvis-effekter, så som plader, CD'er, DVD'er, postkort, billeder, beklædning etc. 
Han holder også foredrag om iværksætteri og/eller Elvis Presleys liv. I over 20 år har han arrangeret ture til USA, med Memphis som omdrejningspunkt. 
I sine 25 år som Elvis-købmand har Henrik Knudsen udgivet mere end et dusin bøger og skrevet flere hundrede artikler om Elvis Presley. Det er også blevet til TV- og radioudsendelser, bl.a. på hans egen radiostation, internetstationen Always Elvis Radio.

### Graceland Randers
Den 16. april 2011 åbnede han Graceland Randers, nu Memphis Mansion, som er inspireret af Elvis Presleys ejendom, Graceland i USA. Memphis Mansion er beliggende i den sydlige del af Randers, og drives som restaurant, souvenirbutik, selskabslokale og Elvis-museum.
4. juli 2015 udkom bogen "Det kunne ikke være anderledes" om Henrik Knudsen's baggrund for at bygge Graceland Randers og ikke mindst om at være iværksætter.